# Giuse Lý Tinh
Giuse Lý Tinh (tiếng Trung: 李晶, Joseph Li Jing; sinh 1968) là một giám mục người Trung Quốc của Giáo hội Công giáo Rôma. Ông hiệm đảm nhận chức vị Giám mục chính tòa Giáo phận Ninh Hạ.

## Tiểu sử
Giám mục Lý sinh ngày 15 tháng 11 năm 1968, trong một gia đình Công giáo gốc người Hồi Ninh Hạ, nhưng sinh sống tại Bayan Nur, Nội Mông (Trung Quốc).
Thời trẻ, ông theo tu học tại chủ viện ở Bắc Kinh từ năm 1985. Từ năm 1994 đến năm 1998, ông du học tại Đức và được phong chức linh mục vào ngày 8 tháng 8 năm 1996. Sau khi hoàn thành nghiên cứu về thần học mục vụ, ông trở về Trung Quốc công tác trong hội nghị linh mục quốc gia ở Bắc Kinh. Năm 2005, ông về phục vụ trong Giáo phận Ninh Hạ.
Tòa Thánh loan tin bổ nhiệm linh mục Giuse Lý Tinh làm Giám mục Phó Giáo phận Ninh Hạ, có quyền kế vị giám mục Gioan Baotixita Lưu Tịnh Sơn, một giám mục chính quyền bổ nhiệm và tấn phong nhưng đã hiệp thông với Tòa Thánh, tuy không được Tòa Thánh xác nhận chức vị, nhưng giám mục Sơn đã được ngầm đồng ý bằng việc bổ nhiệm tân giám mục Tinh. Ngày 21 tháng 12 năm 2007, Tân giám mục Giuse Lý Tinh được tấn phong giám mục, với khẩu hiệu Fiat voluntas tua (Thuận theo ý Chúa).
Ngày 20 tháng 12 năm 2009, Giám mục Lưu Tịnh Sơn từ nhiệm ở tuổi 95, ông chính thức kế nhiệm làm Giám mục chính tòa.